# GopherDonna
GopherDonna è il primo sito web italiano nato per fornire accesso a risorse di interesse per le ricerche di storia delle donne e storia di genere.

## Storia
Il sito, che deriva il nome dal sistema di navigazione gopher, allora diffuso, nasce nel 1994 promosso da Susanna Giaccai ed Annarita Buttafuoco. Il suo obiettivo è la sensibilizzazione delle ricercatrici italiane ai nascenti servizi presenti in Internet e contiene link a risorse di bibliografie, modelli di corsi universitari, liste di biblioteche di donne, liste di discussione, prevalentemente di università anglosassoni.

## Edizioni
La prima edizione del sito viene messa in linea il 14 febbraio 1994, sui server delI'Istituto di documentazione giuridica del CNR di Firenze utilizzando le funzionalità gopher e nel dicembre 1995 sarà trasferito in formato html. Contiene oltre a link verso risorse anglosassoni sulle donne anche link verso le poche risorse che iniziavano a nascere in Italia. C'erano i seguenti siti:
- Società italiana delle storiche[3], il cui sito è stato curato da Susanna Giaccai dal 1994 al 2002, contenente anche i programmi della Scuola estiva di storia delle donne[4] di Pontignano dal 1990 al 1996.
- Pagina donne de La Città invisibile
- La pagina delle donne di Video On Line
- Pagine lesbiche
- La Rete Lilith[5]
- Una lista di periodi di donne online
- Lista delle librerie delle donne in Italia (solo indirizzi civici)

La seconda versione nasce nel 2000 con il cambio di nome; da GopherDonna il sito passa a chiamarsi Storiadelledonne e viene ospitato nel servizio Register. Negli anni 2000-2004 è attivo un servizio di presentazione dei corsi di storia delle donne o women's studies nelle università italiane
La terza versione è del 2005, quando il sito passa in proprietà a Dinora Corsi e diventa di fatto il sito di supporto del periodico  Storia delle donne fondato nel 2005.